# 阿爾坎邊境 (阿拉斯加州)
阿爾坎邊境（英語：Alcan Border）是位於美國阿拉斯加州東南費爾班克斯人口普查區的一個非建制地區和人口普查指定地區。根據2010年美國人口普查，該地共人口33人，而該地的面積約為384.90平方千米。

## 地理
阿爾坎邊境的座標為62°41′35″N 141°11′56″W / 62.69306°N 141.19889°W，而該地的平均海拔高度為594米（即1949英尺）。